# Schwarzgebänderte Korallenotter
Die Schwarzgebänderte Korallenotter (Micrurus nigrocinctus), auch als Mittelamerikanische Korallenotter, Zentralamerikanische Korallenotter oder Babaspul-Korallenschlange bezeichnet, ist eine Schlangenart der Gattung Micrurus innerhalb der Familie der Giftnattern (Elapidae).

## Merkmale
Micrurus nigrocinctus erreicht eine maximale Gesamtlänge von etwa 1,15 Meter, bleibt zumeist jedoch kleiner. Sie weist einen schlanken, zylindrischen Körperbau und sehr kurzen Schwanz auf. Der rundliche Kopf setzt sich nur wenig vom Hals ab und besitzt eine abgerundete Schnauze sowie kleine Augen mit runder, schwarzer Pupille. Kopf und Schwanz sind zweifarbig (weiß oder cremefarben und schwarz), der Körper ist rot, weiß (oder cremefarben) und schwarz gebändert. Bei Männchen lassen sich 11 bis 19, bei Weibchen 9 bis 22 schwarze Körperringe zählen. Die roten Körperringe stoßen beiderseits an helle Ringe. Die Schuppen der roten und hellen Bänder zeigen einen unterschiedlich hohen Schwarzanteil an den Spitzen. Die Bänder können, vor allem bei älteren Individuen, stark nachdunkeln, so dass entsprechende Tiere fast einfarbig schwarz erscheinen. Die schwarze Zeichnung der Schnauze geht in eine schwarze Kappe über, deren Grenze zum gelben Kopfband mehr oder weniger gerade ist. Dorsal zeigen sich 15 Reihen glatter Körperschuppen (Scutum dorsale). Ausgewachsene Männchen besitzen eine Stelle mit gekielten Schuppen oberhalb der Kloakenregion. Kopfoberseits sind 9 vergrößerte, symmetrische Kopfschilde vorhanden. Unterseits lassen sich 191 bis 224 Ventralschilde und 31 bis 53 paarige Subcaudalschilde sowie ein geteiltes Scutum anale feststellen.
Als Giftnatter verfügt Micrurus nigrocinctus über einen Giftapparat aus modifizierten Speicheldrüsen, die das Giftsekret produzieren und mit Giftzähnen in Verbindung stehen. Diese sind feststehende, leicht verlängerte Fangzähne im vorderen Oberkiefer (proteroglyphe Zahnstellung) mit einem geschlossenen Giftkanal zur Verabreichung des Giftsekrets.

## Lebensweise
Micrurus nigrocinctus führt eine weitestgehend verborgene und bodenbewohnende sowie teils grabende Lebensweise. Obwohl vermutlich vorwiegend nachtaktiv, wurden auch am Tag bereits Tiere der Art beim Beuteerwerb, Fressen oder bei der Paarung beobachtet. Zum Beutespektrum der Art zählen in erster Linie bodenbewohnende Schlangenarten, teilweise auch Schleichenlurche und Eidechsen, etwa Skinke. Im Magen mehrerer Korallenottern dieser Art in der Region Monteverde (Costa Rica) wurden Exemplare der Blindschlange Amerotyphlops costaricensis nachgewiesen. Die Beute wird durch einen Giftbiss immobilisiert. Auch andere Korallenottern können durchaus erbeutet werden, gegenüber dem Gift der eigenen Art besteht keine Immunität.
Die Fortpflanzung erfolgt eierlegend (Oviparie). Die Eiablage erfolgt vermutlich in der Trockenzeit zwischen Februar und April*. Das Gelege wird in der Laubstreu des Biotops angelegt und umfasst bis zu 15 längliche Eier. Nach 1,5 bis 3 Monaten erfolgt der Schlupf der Jungschlangen während der Regenzeit.* 
*Angabe bezieht sich auf  Populationen aus Costa Rica

## Verbreitung
Das Verbreitungsgebiet von Micrurus nigrocinctus erstreckt sich vom südlichsten Mexiko über weite Teile Zentralamerikas bis in das nordwestliche Kolumbien. Die Habitate reichen vom Tiefland bis in Höhen von etwa 2000 Meter über dem Meeresspiegel. Auch auf einigen pazifischen und karibischen Inseln ist die Art nachzuweisen. Die Typuslokalität von Micrurus nigrocinctus befindet sich auf Taboga vor der Pazifikküste Panamas
Micrurus nigrocinctus besiedelt Tieflandregenwälder, Trocken- und Dornwälder und feuchte Wälder der Vorgebirge. Sie kommt auch in stark gestörten Gebieten vor, einschließlich Plantagen (Kaffee und Bananen) oder Gärten der Vorstädte.
Diese Art ist in vielen Teilen ihres Verbreitungsgebiets häufig und kann sich an vom Menschen gestörte Lebensräume anpassen. Es gibt keine Hinweise auf einen verbreiteten Rückgang der Populationen von Micrurus nigrocinctus.

## Systematik
Die Erstbeschreibung von Micrurus nigrocinctus erfolgte durch den französisch-amerikanischen Zoologen Charles Frédéric Girard im Jahr 1854 unter der Bezeichnung Elaps nigrocinctus. The Reptile Database führt aktuell (2022) sechs Unterarten:
- Micrurus nigrocinctus babaspul Roze 1967
- Micrurus nigrocinctus coibensis Schmidt 1936
- Micrurus nigrocinctus divaricatus (Hallowell 1855)
- Micrurus nigrocinctus nigrocinctus (Girard 1854)
- Micrurus nigrocinctus ovandoensis Schmidt & Smith 1943
- Micrurus nigrocinctus zunilensis Schmidt 1932

Micrurus mosquitensis wurde als Unterart der Schwarzgebänderten Korallenotter beschrieben, wird jedoch inzwischen weitgehend als eigenständige Art anerkannt. Neben einer klaren geografischen Abgrenzung in Costa Rica (M.  nigrocinctus pazifisch,  M.  mosquitensis atlantisch) gibt es molekularbiologische Unterschiede zwischen den Arten. Im zentralen Nicaragua überlappen sich die Verbreitungsgebiete  von M.  nigrocinctus und M.  mosquitensis; hier wurden Individuen beobachtet, deren äußere Merkmale auf Mischformen hindeuten.
Das Epitheton „nigrocinctus“ (von lat. „niger“ – „schwarz“; „cinctus“ – „Band“) bezieht sich auf die schwarz gebänderte Zeichnung der Art.

## Schlangengift
Das Giftsekret von Micrurus nigrocinctus enthält als pharmakologisch wirksame Bestandteile postsynaptische Neurotoxine mit curareartigen Effekten und muskelschädigende Bestandteile (Myotoxine). Nach einem Giftbiss beim Menschen treten nur geringfügig lokale Beschwerden an der Bissstelle auf. Für Elapiden eher untypisch, kann es nach einem Biss jedoch zu stärkeren Schmerzen an der Bissstelle kommen. Im weiteren Verlauf kann es zur Ausprägung von peripheren Lähmungserscheinungen (Paralyse) kommen, die bis zum Tod durch Lähmung der Brust- bzw. Atemmuskulatur führen können. Da systemische, lähmende Effekte im Vordergrund der Giftwirkung stehen, kann die Anlage eines Kompressionsverbandes als Erste-Hilfe-Maßnahme angewandt werden, um die Ausbreitung der Toxine im Körper zu verlangsamen. Essentiell ist jedoch eine schnellstmögliche notärztliche Versorgung, da unter Umständen künstliche Beatmung und die Applikation mehrerer Dosen Antivenin notwendig werden können. Aufgrund der verborgenen Lebensweise kommt es nur selten zu Bissunfällen mit Korallenottern, die epidemiologische Bedeutung ist gering.